# Linia kolejowa Kralupy nad Vltavou – Kladno
Linia kolejowa Kralupy nad Vltavou – Kladno (Linia kolejowa nr 093 (Czechy)) – jednotorowa, regionalna i niezelektryfikowana linia kolejowa w Czechach. Łączy Kralupy nad Vltavou i Kladno. W całości przebiega przez terytorium kraju środkowoczeskiego.